# Vincent Di Paolo
Vincent Di Paolo est un acteur et producteur américain né le 9 février 1951 à Seattle, Washington (États-Unis).

## Filmographie

### comme acteur
- 2002 : I Soldati
- 1974 : How to Seduce a Woman : Card player
- 1974 : Alice Goodbody : Roman senator
- 1975 : Sons of Sassoun : Turkish soldier
- 1975 : Fugitive Lovers : Henchman 1
- 1975 : Lepke : Angelo
- 1975 : Capone : Mob soldier
- 1976 : The Four Deuces : Gangster
- 1977 : Raid sur Entebbe (Raid on Entebbe) (TV) : Italian passenger
- 1977 : Haute sécurité (Nowhere to Hide) (TV) : Frederico
- 1977 : Big Time : Mafia bodyguard
- 1977 : The Happy Hooker Goes to Washington : D.C. Reporter
- 1978 : A Question of Guilt (TV) : Witness (Mr. Peterson)
- 1978 : The One Man Jury (en) de Charles Martin (en) : Mob Soldier
- 1978 : Le Cercle de fer (Circle of Iron) : un guerrier
- 1982 : Hey Good Lookin' : Gang Member at Beach
- 1990 : Snake Eater II: The Drug Buster : Mob Boss
- 2002 : I Soldati : Paul Salerno
- 2004 : Betrunner : Dealer in Casino
- 2005 : Perceptions : Spade Rockwell

### comme producteur
- 1995 : Decoy (en)